# Prnjavor Mali
Prnjavor Mali är ett samhälle i Bosnien och Hercegovina.   Det ligger i entiteten Republika Srpska, i den centrala delen av landet, 110 km norr om huvudstaden Sarajevo. Prnjavor Mali ligger 223 meter över havet och antalet invånare är 604.
Terrängen runt Prnjavor Mali är platt åt nordväst, men åt sydost är den kuperad. Närmaste större samhälle är Doboj, 11,2 km sydost om Prnjavor Mali. 
Omgivningarna runt Prnjavor Mali är en mosaik av jordbruksmark och naturlig växtlighet. Runt Prnjavor Mali är det ganska tätbefolkat, med 67 invånare per kvadratkilometer.